# Brian Vickery
Brian Campbell Vickery (11. září 1918, Sydney – 17. října 2009) byl britský informační vědec australského původu, emeritní profesor knihovní vědy na University College London.
V roce 1941 vystudoval chemii na Oxfordské univerzitě. Poté několik let působil jako chemik a později jako knihovník.
V letech 1973–1983 zastával funkci ředitele School of Library and Archive Studies na UCL. Působil také na Manchester College of Science and Technology. Byl členem Classification Research Group, vykonával post ředitele výzkumu na The Association for Information Management.
Ve své vědecké činnosti se zabýval klasifikací a vyhledáváním informací.
Podle Vickeryho se termín informační věda začal objevovat v průběhu průmyslové revoluce, kdy se někteří lidé přeorientovali z výroby či výzkumu nových produktů na poskytování a vyhledávání již existujících informací. Tento druh činnosti informačních pracovníků se rozrůstal, stal se formálním. S tímto růstem vznikla potřeba formálního vzdělání pro tuto novou profesi.

## Dílo
Vickery napsal a redigoval několik desítek knih, včetně:
- 1958, Classification and Indexing in Science.
- 1961, On Retrieval System Theory (redakce).
- 1970, Techniques of Information Retrieval.
- 1973, Information Systems.
- 1982, Information System Dynamics, společně s R.G. Heseltine)
- 1987, Information Science in Theory and Practice, společně s A. Vickery (redakce).
- 2000, Scientific Communication in History.
- 2004, A Long Search for Information.